# Grof Monte Cristo (2002.)
Grof Monte Cristo (eng. The Count of Monte Cristo) je film iz 2002. koji je baziran na knjizi Grof Monte Cristo Alexandrea Dumasa sr. Režirao ga je Kevin Reynolds a glavne uloge su imali Jim Caviezel, Dagmara Dominczyk i Guy Pearce. Prati knjigu u smislu mjesta i grofove osvete, no odnosi među glavnim likovima i kraj su ili pojednostavljeni ili ukinuti. Film je sveukupno zaradio 54 milijuna $. 